# 鹿花菌
鹿花菌（學名：Gyromitra esculenta），又名鹿花蕈或河豚菌，是鹿花菌屬下的假羊肚菌，分佈在歐洲及北美洲。它們生長在針葉林的沙質土壤，於春天及初夏長成。子囊果的菌蓋為深褐色，呈不規則的腦狀，高10厘米及闊15厘米，蕈柄長6厘米及是白色的。
吃下鹿花菌是可以致命的，但在斯堪地那維亞、東歐及北美洲的五大湖地區鹿花菌是一種著名的美食。在西班牙是禁止售賣鹿花菌，而在芬蘭卻在有足夠的警告及指示下則是可以出售的。它們可以作為西式蛋餅或湯的材料，或是可以嫩煎來吃。
一般在處理鹿花菌前會將之煮成半熟，但研究發現這個方法並不能確保安全食用。鹿花菌內含的鹿花菌素水解後會成為有毒的一甲基肼。一甲基肼會影響肝臟、中央神經系統及腎臟。中毒的徵狀包括在食用後幾小時出現嘔吐及腹瀉，接著是頭昏、昏睡及頭痛。嚴重的可以導致譫妄及昏迷，5-7日後可能會死亡。

## 分類及命名
鹿花菌首先是於1800年由Christian Hendrik Persoon所描述，並被分類在馬鞍菌屬下。後來於1849年埃利亞斯·馬格努斯·弗里斯（Elias Magnus Fries）將之分類到鹿花菌屬下。鹿花菌屬學名的古希臘文意思是「圓頭飾帶」。種小名是拉丁文「可食用」的意思。
鹿花菌是假羊肚菌的一種，因它們的外觀像羊肚菌。其他的假羊肚菌包括赭鹿花菌、卡羅來納鹿花菌及大鹿花菌等，只含有少量至沒有鹿花菌素。
傳統上認為鹿花菌是屬於馬鞍菌科的。核糖體DNA的研究發現鹿花菌較為接近平盤菌屬，連同Pseudorhizina 及Hydnotrya 組成新的平盤菌科分支。

## 特徵

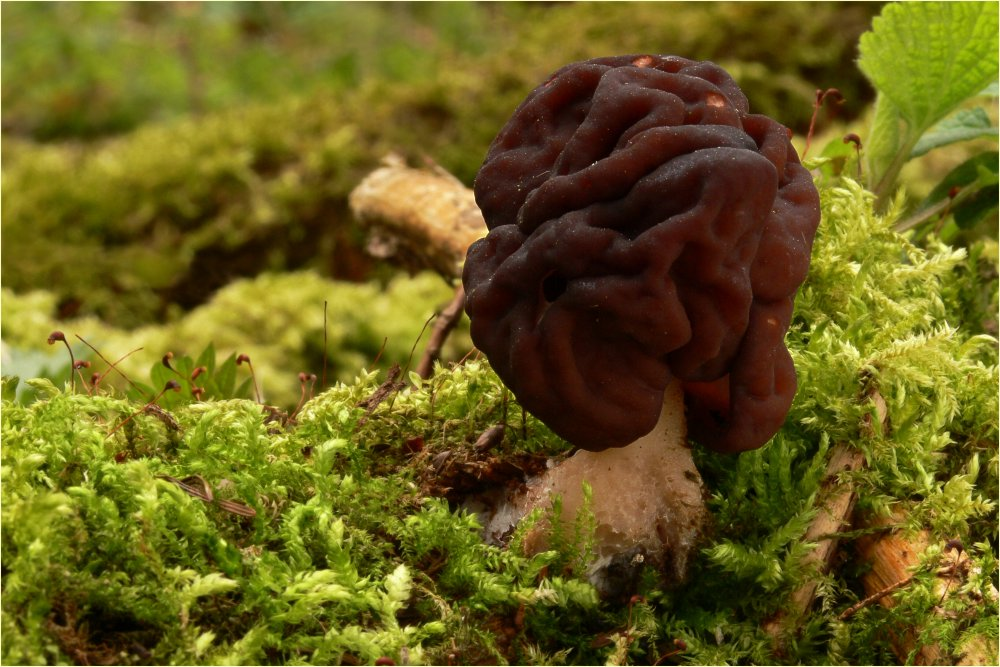
初生長的鹿花菌，菌蓋較少皺褶。

鹿花菌不規則的菌蓋很像腦部，可以高10厘米及闊15厘米。初生長時菌蓋是光滑的，逐漸會長出更多皺褶。菌蓋可以是紅色、紫色、棗色或金褐色。在加利福尼亞州的鹿花菌菌蓋呈紅褐色。蕈柄是實心的，高3-6厘米及闊2-3厘米。氣味芬芳，味道清淡。孢子印是白色的，孢子則是透明的，呈橢圓形，長17-22微米。
鹿花菌的外觀像羊肚菌，分別只在於羊肚菌較為對稱，呈灰色、黃褐色或褐色。羊肚菌的菌蓋也較大及深色。

## 分佈及生長地
鹿花菌生長在溫帶針葉林及落葉林的沙質土壤。它們很多時會長在松樹下，有時也會在白楊樹下。採集期是介乎4月至7月，比其他的要早，有時甚至會在溶雪期間長成。一些年間它們的數量可以很豐富，而在另一些年間則可以很稀有。在一些已開發的地方也可以見到它們生長，如溪流、木板、犁地、燒林及路邊。
鹿花菌在北美洲的山區及北部針葉林（如內華達山脈及喀斯喀特山脈）尤為豐富，但其實其分佈遍及整個大洲，並南至墨西哥。它們在中歐也很普遍，較多分佈在西部及山區。在北愛爾蘭、土耳其西部的烏沙克省及東南岸安塔利亞省的卡斯（Kaş）也有紀錄發現鹿花菌。

## 毒性

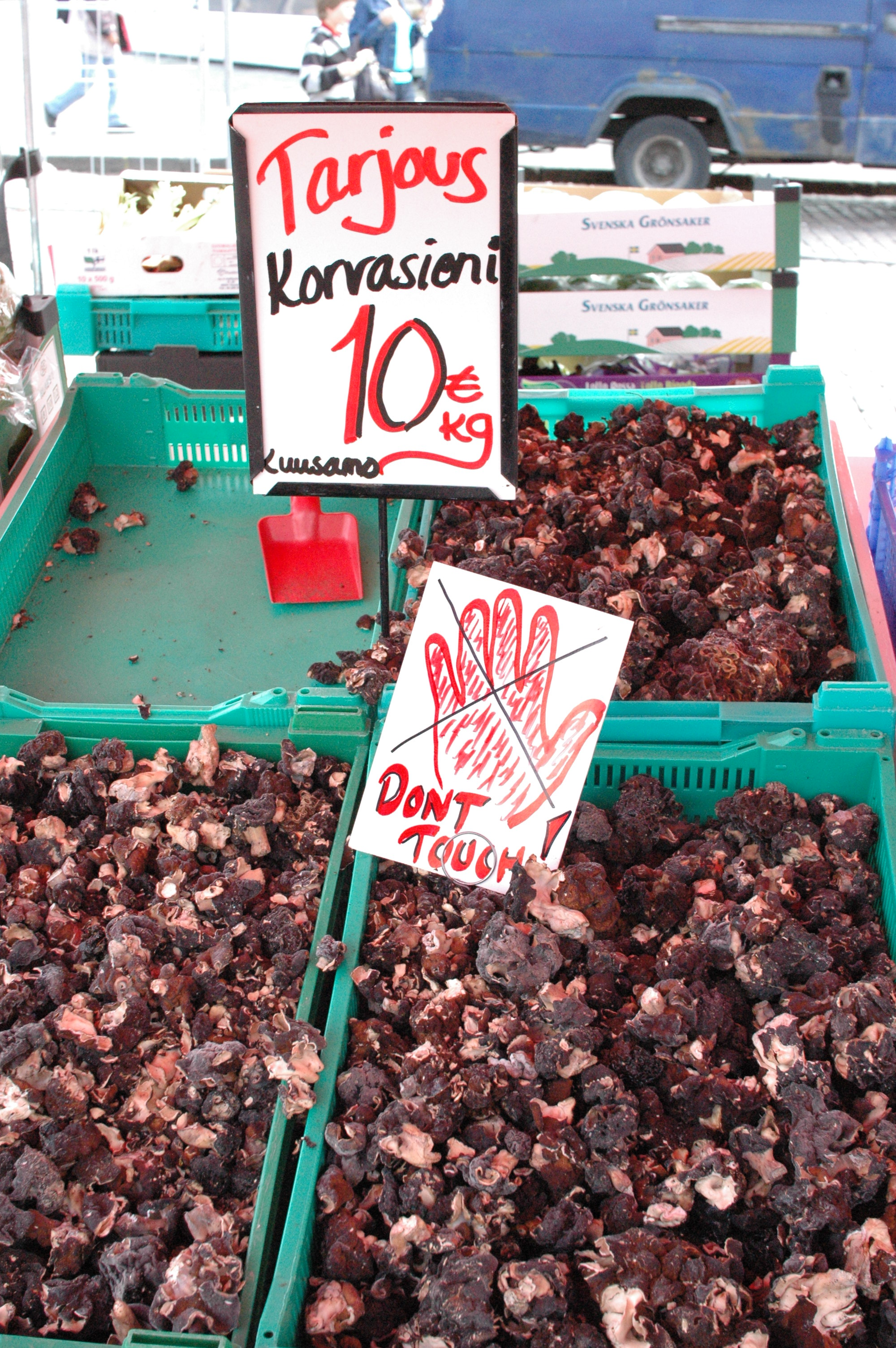
在芬蘭赫爾辛基出售鹿花菌須有警告標語。

鹿花菌已知帶有毒性最少達100年。由於出現很多不同徵狀，很多學者認為中毒反應多是個別的過敏反應，或是誤會，而非鹿花菌天生的。有些人可能會有嚴重的徵狀，但有些同枱的人卻可能完全沒有徵狀。另外也有些人中毒後幾年都沒有徵狀。但是，現時一般相信鹿花菌是可以致命的。
鹿花菌含有有毒的鹿花菌素，不同群落會有不同的含量。例如在北美洲或西歐就很少有鹿花菌中毒的事件，但在東歐及斯堪地那維亞就經常出現。1971年的統計就指在波蘭每年就約有23%食用真菌致命的個案是與鹿花菌有關的。死亡率自20世紀中葉就下降：在1952年至2002年的瑞典就沒有再出現鹿花菌的致命報告。
鹿花菌素的致死量估計小童及成人分別為每公斤10-30毫克及20-50毫克。這個含量分別約為新鮮鹿花菌的0.2-0.6公斤及0.4-1公斤。但是，個別的反應會因人而異，可以完全沒有反應或出現嚴重中毒反應。證據顯示小童受影響得較嚴重，但原因不明。雖然將鹿花菌煮成半熟可以大幅減少鹿花菌素的含量，但重複食用仍會增加中毒的風險。

### 地理變化
不同地區的鹿花菌群落含有不同的毒性。在較高海拔的群落毒素含量較低地的少；另外在洛磯山脈西邊的含量也較東邊的少。西邊也曾出現中毒的個案，但總比歐洲的來得更少。

### 生物化學

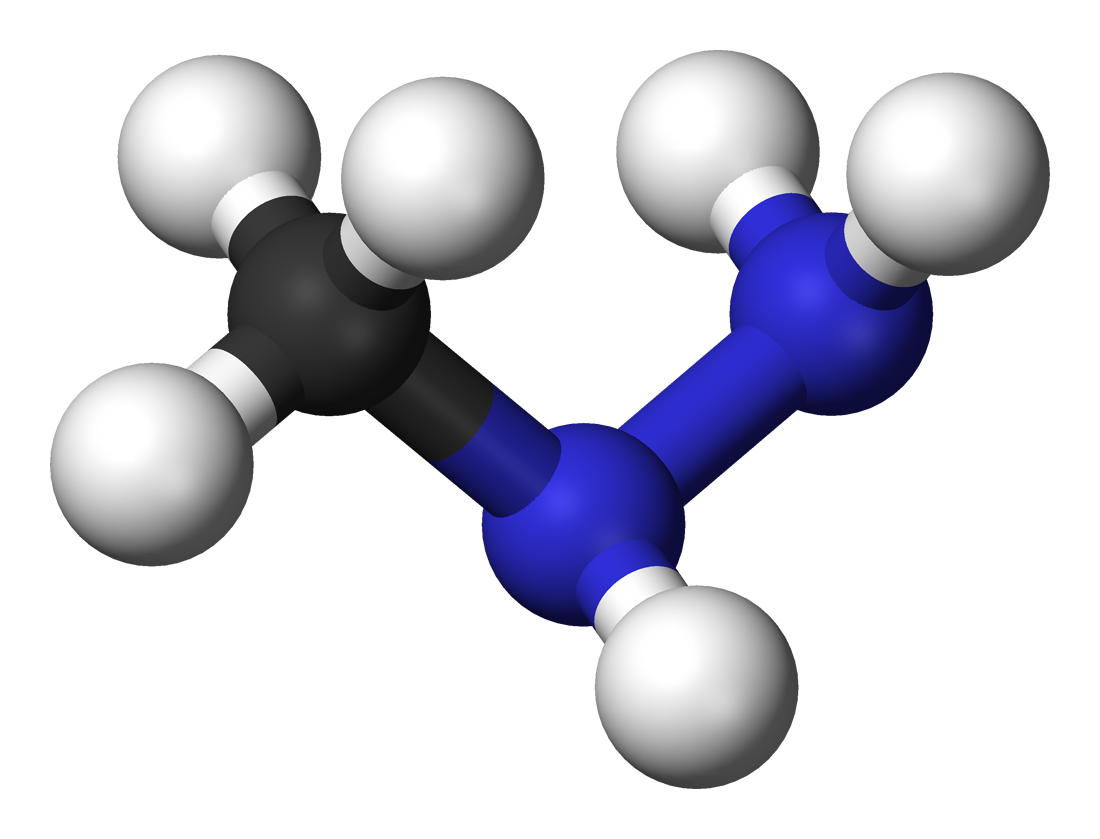
有毒的一甲基肼。

鹿花菌的有毒成份一直難倒了研究人員，直至1968年才能分解出鹿花菌素。鹿花菌素是一種揮發溶解的肼複合物，在身體水解後成為一甲基肼。鹿花菌內也含有其他可以產生一甲基肼的衍生物，雖然含量較少，但對毒性的影響則不明。
鹿花菌的毒素會與5-磷酸吡哆醛產生化學反應形成肼，降低了谷氨酸脱羧酶的活躍性而影響了神經遞質γ-氨基丁酸的生成，造成神經系統徵狀。一甲基肼會造成人體內的氧化壓力，導致正鐵血紅蛋白血症。在代謝一甲基肼時會產生N-甲基-N-甲酰肼（N-methyl-N-formylhydrazine），經細胞色素p450氧化代謝後會產生甲基根。甲基根會導致肝臟壞死。抑制二胺氧化酶會令組織胺水平上升，導致頭痛、反胃、嘔吐及腹痛。

### 徵狀
鹿花菌中毒的徵狀一般都是與消化道及神經系統有關。徵狀會於食用後的6-12小時內出現，也有嚴重的個案於食用後2小時就出現。初期徵狀發生在消化道，先是反胃、嘔吐及含血的腹瀉。若嘔吐及腹瀉嚴重更會有脫水。眩暈、昏睡、手震、運動失調、眼球震顫，及後來的頭痛；經常也會有發熱，其他的真菌中毒很少會有這個徵狀。在大部份個案中，發熱過後的2-6日就會康復。
一些個案中會出現沒有徵狀的階段，在初期徵狀後出現明顯的毒性，如腎毒性、肝毒性及神經毒性。這些情況往往在1-3日後出現。患者會出現黃疸，肝臟及脾臟會漲大，一些的血糖水平會上升，接著下降，繼而出現肝毒性。血管內的溶血會令紅血球被破壞，增加了自由血紅素及血紅素尿，再造成腎毒性或腎衰竭。有時更會引發變性血紅素血症，令患者呼吸困難及發紺。嚴重中毒的可能會引起神經系統問題，如精神錯亂、肌肉自發性收縮及眩暈、瞳孔放大演變至昏迷、迴圈性虛脫及呼吸停止。

### 治療
治療都是輔助性的。在食用後幾小時內用活性炭洗胃可以減輕中毒情況。不過，因為徵狀很多時較遲出現，患者往往未必得到治療，限制了其效能。嚴重嘔吐或腹瀉的患者需要靜脈輸液。觀察氧化血紅素水平、電解質、肝臟及腎臟功能、驗尿、及全血細胞計數來檢查及處理不正常的地方。腎功能受損或衰竭可以透析來治療。出現溶血的患者需要輸血來補充失去的紅血球，變性血紅素血症則需要以注射亞甲藍。
維他命B6可以抵消一甲基肼造成的酶抑制作用，從而繼續γ-氨基丁酸的合成，舒緩徵狀。維他命B6只適合神經系統的徵狀，並不能舒緩肝毒性。初期可以服用每公斤25毫克，並可以在沒有改善徵狀的情況下重複使用至15-30克。苯二氮䓬類藥物可以調節γ-氨基丁酸受體，從而增加維他命B6的效能，故會用來控制暈眩。另外，一甲基肼是會抑制葉酸轉變成亞葉酸，所以每天服用20-200毫克亞葉酸可以幫助治療。

### 致癌性
一甲基肼、methylformylhydrazine及鹿花菌素及生鹿花菌都被證實是致癌的。雖然鹿花菌對人類未必致癌，但也存在風險。毒素可能會積聚在體內鹿花菌可以分解出最少11種不同的肼，但潛在的致癌物未必可以煮成半熟來清除。

## 食用
雖然鹿花菌是有毒的，但在歐洲及北美洲多個國家都有出售。以往波蘭有出口到德國，但現時德國與及瑞士都禁止出售。在瑞典也有警告食用鹿花菌的危險，並限制食店購買鹿花菌。在保加尼亞仍有食用、售賣及出口鹿花菌。在一些國家，如西班牙及庇利牛斯山東部，都將鹿花菌視為美食，有很多人經常食用鹿花菌而從來都沒有發病。不過，鹿花菌仍然被列為有害的真菌，在西班牙售賣亦受到禁止。在芬蘭仍可以買賣鹿花菌，但出售時必須有適當的警告及指示。也有處理後及罐頭鹿花菌出售，可以即時食用。芬蘭官方統計於2006年及2007年就分別有21.9噸及32.7噸的鹿花菌售出。於2002年就估計在芬蘭每年食用了數百噸的鹿花菌。在美國五大湖地區及一些西部州份也有食用鹿花菌。
芬蘭菜中會將鹿花菌夾在西式蛋餅中、或是與牛油一同嫩煎、或是夾在批中。另外，也可將鹿花菌煮湯。一般的調味料包括香芹、蝦夷蔥、蒔蘿及黑胡椒。

### 處理

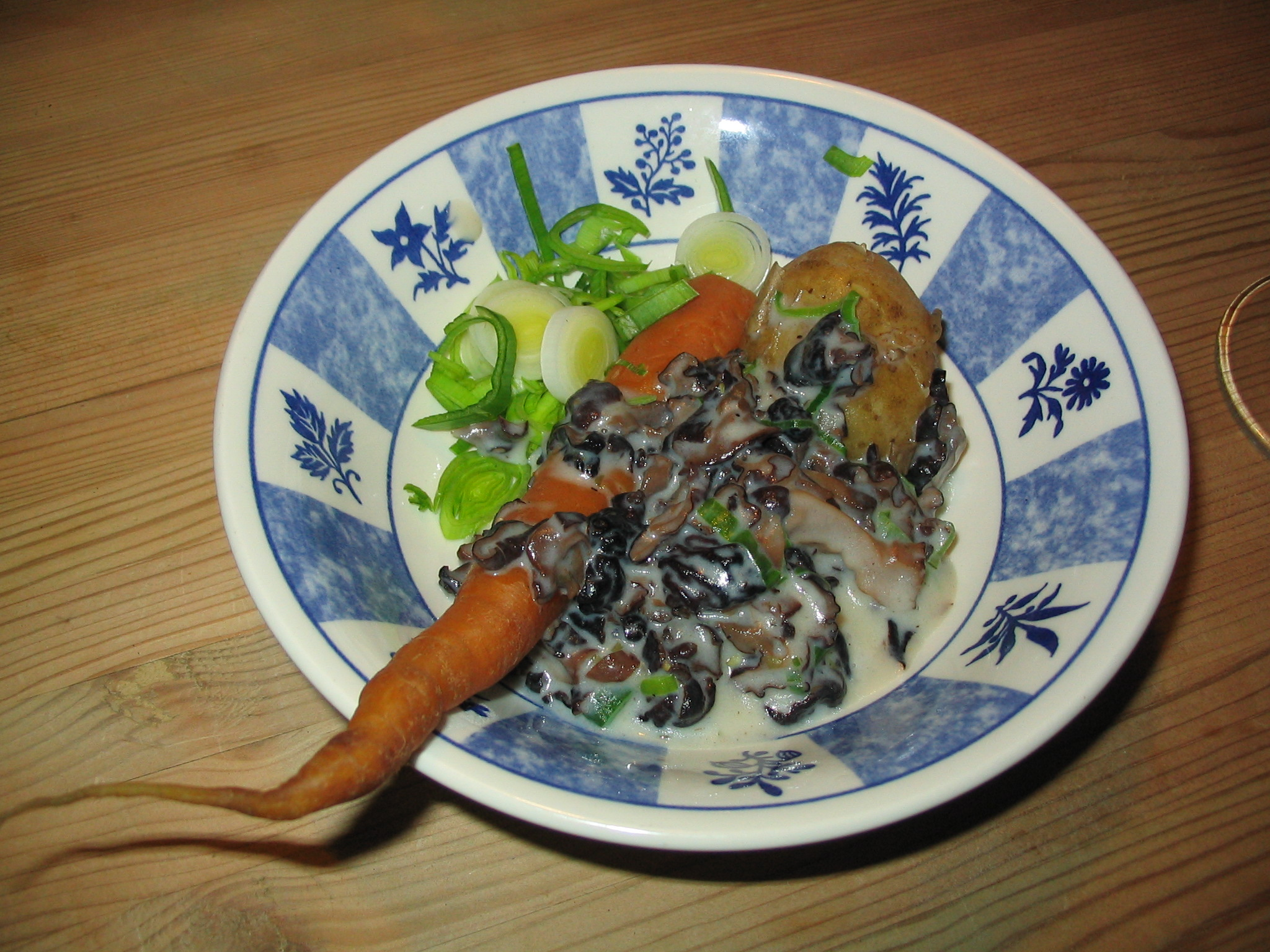
用醬煮鹿花菌。

只要除去大部份鹿花菌素，鹿花菌就可以安全食用。有建議可以先風乾鹿花菌，再煮熟或直接燒烤就可以除去鹿花菌素。新鮮的鹿花菌可以先切片，以大量的水將之煮成半熟兩次，每次需時5分鐘及用清水沖洗。每一次煮都可以將鹿花菌素減少至十分之一。鹿花菌素會濾到水中，所以煮過的水必須倒去，並以清水補充。風乾也可以降低鹿花菌素的濃度，十日風乾就可以令鹿花菌素下降90%。不過，風乾後最好都要煮熟鹿花菌。
一甲基肼在87.5℃下會被蒸發。若蒸氣積聚也可以造成鹿花菌素中毒，所以在室內煮鹿花菌時須留意通風問題。雖然煮沸，鹿花菌內仍會存留少量鹿花菌素。由於毒素有可能會積聚在體內，不斷食用也存在著風險。

### 培植
已發現了低鹿花菌素含量的鹿花菌菌株，且已有培植這種菌株。故此將來可就培植更安全的菌株進行研究。

## 外部連結
- Tom Volk's Fungus of the Month for May 2002（页面存档备份，存于）
- California Fungi（页面存档备份，存于）
- 芬蘭的鹿花菌官方指引（页面存档备份，存于）